# Мартін Вернер
Мартін Вернер (чеськ. Martin Verner, 5 березня 1980) — чеський плавець.
Учасник Олімпійських Ігор 2008, 2012 років.